# Hoogovenstoernooi 1982
Het Hoogovenstoernooi 1982 was een schaaktoernooi dat plaatsvond in het Nederlandse Wijk aan Zee. Het werd gewonnen door Joeri Balashov en John Nunn.

## Eindstand
| Nr.   | Speler             | Punten |
| ----- | ------------------ | ------ |
| Goud  | Joeri Balashov     | 8½     |
| Goud  | John Nunn          | 8½     |
| Brons | John van der Wiel  | 7½     |
| Brons | Vlastimil Hort     | 7½     |
| 5     | Lubomir Kavalek    | 7      |
| 5     | Michail Tal        | 7      |
| 5     | Gennadi Sosonko    | 7      |
| 5     | Robert Hübner      | 7      |
| 5     | Predrag Nikolić    | 7      |
| 10    | Hans Ree           | 6½     |
| 11    | Jan Timman         | 5½     |
| 12    | Larry Christiansen | 4½     |
| 13    | Jaime Sunye Neto   | 4      |
| 13    | Murray Chandler    | 3½     |